# Adler Standard 6

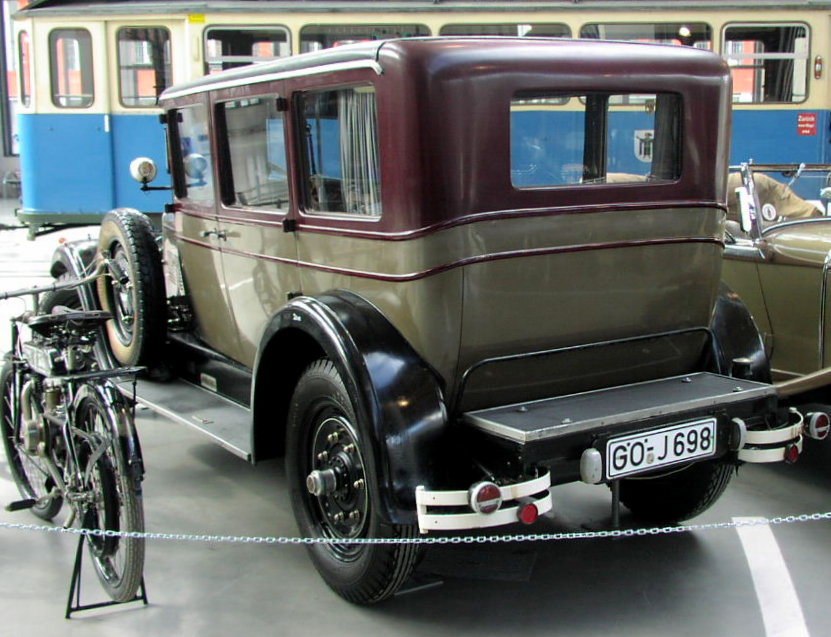
Heckansicht eines Adler Standard 6 S aus dem Jahre 1928

Adler Standard 6 bezeichnet eine Fahrzeugmodellreihe der Adlerwerke in Frankfurt am Main. Die Personenkraftwagen wurden mit  Sechszylinder-Reihenmotor und Hinterradantrieb gefertigt.

## Beschreibung
Der Adler Standard 6 hatte 1926 als erster deutscher Pkw eine von ATE in Lizenz gebaute hydraulische Lockheed-Bremsanlage. Der nach den deutschen Steuer-PS auch als Adler 10/45 PS bezeichnete Wagen mit einer Karosserie von Ambi-Budd (Berlin-Johannisthal) war in wesentlichen Teilen eine Kopie der zeitgenössischen Chrysler-Modelle. Die klassische Hochbettrahmen-Konstruktion mit Starrachsen vorn und hinten wurde anfangs mit zwei unterschiedlichen Radständen angeboten. 13.959 Fahrzeuge des ersten Typs 10N wurden bis 1930 verkauft.
Bereits 1928 erschienen die Modelle Standard 6A und Standard 6S mit stärkeren Motoren. Der 6A (Typ 12N) hatte den kurzen Radstand, der 6S (Typ 12NS) den langen. Vom 6A wurden bis 1933 10681 Fahrzeuge gebaut, vom 6S bis 1934 4135 Stück. 1933 erschien der verbesserte Nachfolgetyp 3U, der – wie der kleinere Favorit 2U – einen Niederrahmen mit vorderer Einzelradaufhängung und ein Vierganggetriebe besaß. Dieses Modell wurde bis 1934 noch 400 mal gebaut. Von 1927 bis 1929 umrundete Clärenore Stinnes mit einem Adler Standard 6 die Welt. Dies war die erste Weltumrundung mit einem Auto.

## Militärfahrzeuge
Für die Wehrmacht und für andere staatliche Organisationen wurden mehrere Fahrzeuge gebaut, die auf dem Adler Standard 6 basieren. Dazu sind bekannt:
- Adler Typ 10 N Kübelwagen (1928–1932)
- Adler Typ 12 N-RW Kübelwagen (1932–1934)
- Adler Typ 12 N-3G Kübelwagen (1933–1935)
- Maschinengewehr-Kraftwagen Kfz. 13 (1933–1935)
- Funk-Kraftwagen Kfz. 14 (1933–1935)

Von 1936 bis 1930 folgte der Adler Typ 3 Gd Kübelwagen, der auf dem Adler Diplomat basierte.

## Technische Daten
| Typ                   | Standard 6 (10N)                           | Standard 6A (12N)                          | Standard 6S (12NS)                         | Standard 6 (3U)                            |
| --------------------- | ------------------------------------------ | ------------------------------------------ | ------------------------------------------ | ------------------------------------------ |
| Bauzeitraum           | 1927–1930                                  | 1928–1933                                  | 1928–1934                                  | 1933–1934                                  |
| Aufbauten             | T4, L4, Cb2                                | L4                                         | L4, Cb2                                    | L4, Cb2                                    |
| Motor                 | 6-Zylinder-Reihenmotor, 4-Takt-Ottoprinzip | 6-Zylinder-Reihenmotor, 4-Takt-Ottoprinzip | 6-Zylinder-Reihenmotor, 4-Takt-Ottoprinzip | 6-Zylinder-Reihenmotor, 4-Takt-Ottoprinzip |
| Ventile               | stehend (sv)                               | stehend (sv)                               | stehend (sv)                               | stehend (sv)                               |
| Bohrung × Hub         | 70 mm × 110 mm                             | 75 mm × 110 mm                             | 75 mm × 110 mm                             | 75 mm × 110 mm                             |
| Hubraum               | 2540 cm³                                   | 2916 cm³                                   | 2916 cm³                                   | 2916 cm³                                   |
| Nennleistung          | 45 PS (33,1 kW)                            | 50 PS (36,8 kW)                            | 50 PS (36,8 kW)                            | 60 PS (44,1 kW)                            |
| Verbrauch pro 100 km  | 15–16 Liter                                | 16 Liter                                   | 17 Liter                                   | 16 Liter                                   |
| Höchstgeschwindigkeit | 85–90 km/h                                 | 90 km/h                                    | 85 km/h                                    | 100 km/h                                   |
| Leergewicht           | 1190–1390 kg                               | 1200–1300 kg                               | 1300–1430 kg                               | 1390 kg                                    |
| Zul. Gesamtgewicht    | 1590–1940 kg                               | 1600–1700 kg                               | 1850–1980 kg                               | 1790 kg                                    |
| Bordspannung          | 6 Volt                                     | 6 Volt                                     | 6 Volt                                     | 6 Volt                                     |
| Länge                 | 4270–4500 mm                               | 4270 mm                                    | 4570 mm                                    | 4750 mm                                    |
| Breite                | 1650 mm                                    | 1650 mm                                    | 1650 mm                                    | 1740 mm                                    |
| Höhe                  | 1825 mm                                    | 1825 mm                                    | 1825 mm                                    | 1650 mm                                    |
| Radstand              | 2840–3140 mm                               | 2840 mm                                    | 3140 mm                                    | 3200 mm                                    |
| Spur vorn / hinten    | 1350 mm / 1350 mm                          | 1350 mm / 1350 mm                          | 1350 mm / 1350 mm                          | 1420 mm / 1420 mm                          |
| Wendekreis            | ?                                          | ?                                          | ?                                          | 12,0 m                                     |

- T4 = 4-türiger Tourenwagen
- L4 = 4-türige Limousine
- Cb2 = 2-türiges Cabriolet

## Adler mit Gropius-Karosserie
Der Bauhaus-Gründer Walter Gropius entwarf in den 1930er Jahren mehrere Modelle auf Basis des Adler Standard 6 und Standard 8, sie gingen jedoch nicht in Serie.